# Han van Senus
Antonie Hendrikus Catharinus (Han) van Senus (Rotterdam, 10 oktober 1900 – Capelle aan den IJssel, 9 december 1976) was een waterpoloër uit Nederland, die namens zijn vaderland tweemaal deelnam aan de Olympische Spelen.
Bij zijn olympisch debuut, bij de Spelen van Parijs (1924), eindigde Van Senus als vijfde met de nationale ploeg. Vier jaar later, toen Amsterdam het toneel was van de Olympische Spelen, werd hij met de Nederlandse selectie uitgeschakeld in de tweede ronde. Zijn drie jaar jongere broer Piet nam als zwemmer deel aan de Spelen van Parijs, en werd daar voortijdig uitgeschakeld op de 100 meter rugslag.
Jan den Boer · 
Willy Bohlander · 
Gé Bohlander · 
Willem Bokhoven · 
Sjaak Köhler · 
Han van Senus · 
Karel Struijs
Koos Köhler · 
Sjaak Köhler · 
Cornelis Leenheer · 
Abraham van Olst · 
Jan Scholte · 
Han van Senus · 
Jean van Silfhout